# Patrice Héral

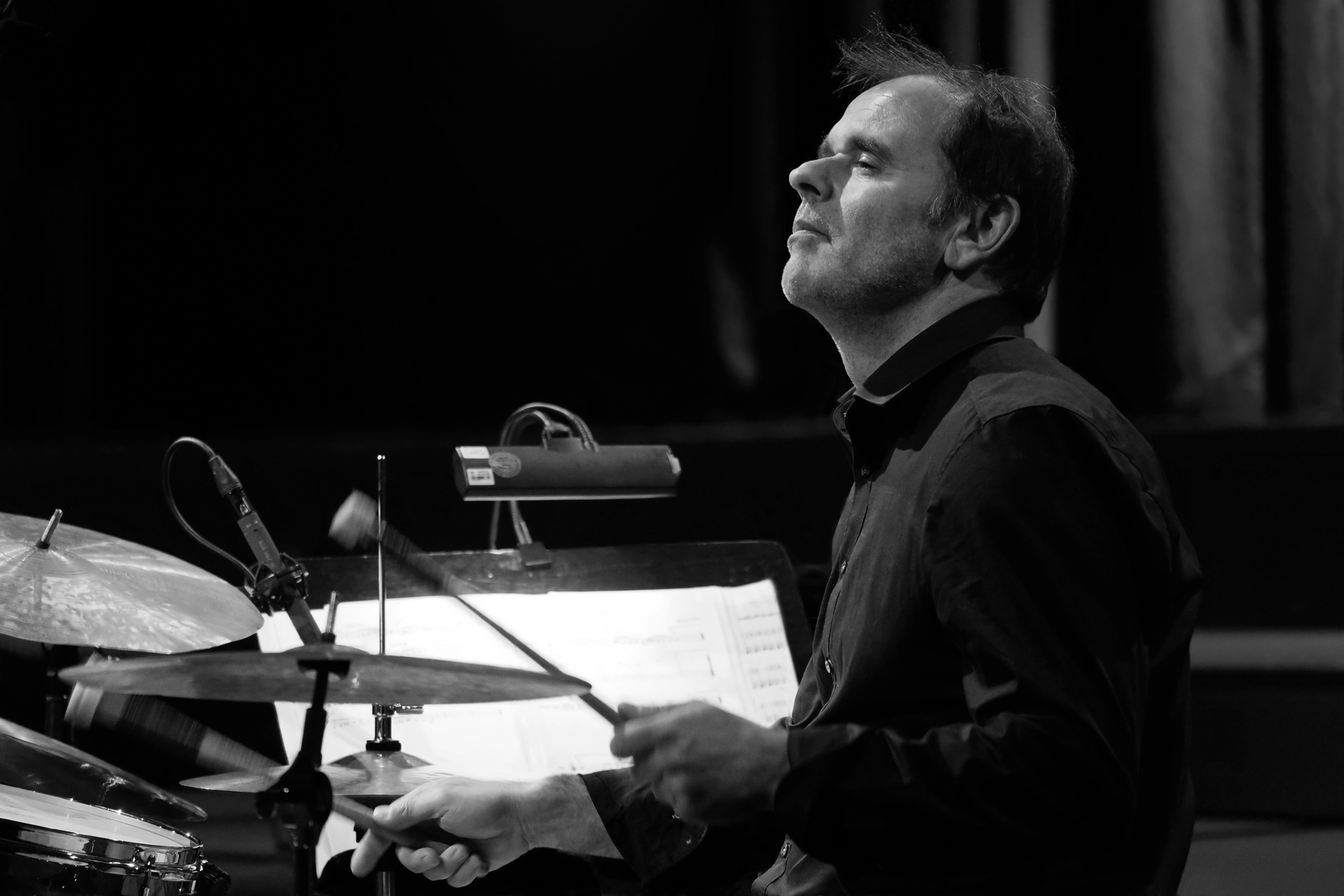
Patrice Héral 2018 bei einem Konzert mit Alexandra Lehmler im NDR Hamburg

Patrice Héral (* 1965 in Montpellier) ist ein französischer Jazz-Perkussionist.

## Leben und Wirken
Héral bildete sich weitgehend autodidaktisch aus und war Schüler von Alain Joule und Barre Phillips. Bis 1990 arbeitete er unter anderem mit der Straßentheatergruppe Compagnie Malabar Paillasson und der Band Tropique du Cancer. Seit 1990 wirkte er in Wien, wo er mit dem Saxophonisten Georg Graf im Theater im Kopf auftrat, mit dem Akkordeonisten Otto Lechner (mit dem er auch die Wiener Ziehharmoniker gründete), die Kabarettisten Josef Hader und Otto Grünmandl begleitete und mit Musikern wie Max Nagl, João de Bruçó, Toni Burger, Paul Urbanek, Karl Sayer, Bumi Fian, Andy Manndorff, Stephan Aschböck, Joanna Lewis, Leszek Zadlo und Alegre Corrêa arbeitete. Mit Nicolas Simion, Tomasz Stańko und Ed Schuller spielte er zwei Alben ein.
Daneben beteiligte er sich an multiethnischen Projekten mit dem Sudanesen Abdel Karim al Khâbli und der Sängerin Timna Brauer und unternahm 1994 eine Russlandtournee mit der Sängerin Sainkho Namtchylak. Seit 1992 arbeitet er mit der italienischen Sängerin Etta Scollo; zudem begleitete er den Liedermacher Claude Martí.
In den 1990er Jahren pendelte er zwischen  Wien, Berlin, Oslo und seiner Heimatstadt und wirkte unter anderem mit Gérard Pansanel, Doudou Gouirand, Frédéric Monino, Michel Marre, Terje Rypdal, Tore Brunborg, Kirsten Brattenberg, Nguyên Lê, Renaud Garcia-Fons, Wolfgang Puschnig, Dhafer Youssef, Antonello Salis, Furio Di Castri, Paolo Fresu, Tom Cora, Iva Bittová, Wolfgang Muthspiel, Michel Portal, Chano Domínguez, Charlie Mariano, Ferenc Snétberger, Steve Swallow, Ralph Towner, John Taylor und Maria Pia De Vito zusammen. Weiter arbeitete er im Trio mit Arild Andersen und Markus Stockhausen, mit Arild Andersen und Carsten Dahl, sowie mit Dieter Ilg und Rainer Böhm. Zwischen 2005 und 2007 war er Mitglied des Orchestre National de Jazz unter Franck Tortiller; auch gehörte er mit John Wolf Brennan, Tscho Theissing, Arkady Shilkloper und Georg Breinschmid zum Ensemble Pago Libre. Weiter spielte er mit Asja Valčić, Klaus Paier und Rolf Kühn.
Seit 2014 spielt Héral im Quartett der deutschen Saxophonistin Alexandra Lehmler, welches 2015 das erste Album mit Franck Tortiller, Matthias Debus am Bass und als Gast Herbert Joos an der Trompete aufgenommen hat. Die Band nahm 2018 ein weiteres Album auf, ein Live-Album, das in den Bauer Studios in Ludwigsburg live auf Bandmaschine aufgenommen wurde.

## Diskographische Hinweise
- Max Nagl, Dan Froot, Patrice Héral: Wumm Zack Vol. 1 (Extraplatte 1992)
- Toni Stricker: Horizonte (Musica 1997, mit Frank Tepel, Michael Hintersteininger, Esmail Vasseghi, Fritz Beyer und Gerti Winkelbauer-Zourek)
- Alegre Corrêa: Terra mágica (Extraplatte 1997, mit Pedro Tagliani, Robert Friedl, Gabriela Nascimento-Corrêa, Laurinho Bandeira und Robert Riegler)
- Yacazu, Rens Newland & Flip Philipp Coollikamoddafokka (Jive Music 1998, mit Roland Guggenbichler, Willi Langer, Silvio Berger, Harald Ganglberger, Anton Mühlhofer und Oliver Gattringer)
- Markus Stockhausen / Arild Andersen / Patrice Héral / Terje Rypdal: Kartā (ECM 2000)
- Christy Doran / John Wolf Brennan / Patrice Héral: Triangulation (Leo Records 2004)
- Markus Stockhausen Electric Treasures (Aktivraum 2008, mit Vladislav Sendecki, Arild Andersen)
- Pago Libre Sextett: platzDADA! (Christoph Merian 2008, mit Agnes Heginger, Tscho Theissing, John Wolf Brennan, Arkady Shilkloper und Georg Breinschmid – Deutscher Schallplattenpreis 2009)
- Michel Godard, Franck Tortiller, Patrice Héral: Ivresses (Yellowbird/enja 2011)
- Gavino Murgia, Michel Godard, Patrice Héral L’Ultima Mattanza (Quinton Records 2014)
- Gavino Murgia, Luciano Biondini, Michel Godard, Patrice Héral Megalitico 4tet: Endless (Abeat Records 2017)
- Javier Girotto, Jon Balke, Furio Di Castri, Patrice Héral: Unshot Movies (CAM Jazz 2017)
- Alexandra Lehmler, Sans mots, 2016 (jazz'n'arts)
- Alexandra Lehmler, Studiokonzert, 2020 (Neuklang)